# Vänd bort din vrede
Vänd bort din vrede,  med den äldre titeln Wänd af tin wrede (latin: Aufer immensam, Deus, aufer iram), är en psalm ur 1695 års psalmbok. Texten är, på bägge språken, av den tyske författaren Georg Thymus, som var student till Philipp Melanchthon. Psalmen återfinns i svenska psalmböcker åtminstone från 1650 och även i den avkortade psalmboken för värnpliktiga och personal i svenska Försvarsmakten samt fortfarande i Den svenska psalmboken 1986. Texten bearbetades av  Johan Olof Wallin inför utgivningen av 1819 års psalmbok och inledningsraden anpassades till en modernare svenska. 
Högmarck (1736) skriver om denna psalm "Af the åtskilliga Tyska versionerna är ingen, som swarar emot wår Swenska närmare än then namngifna, doch är han twå wersae kortare, och lärer wår Swenske Translator allenast haft then latinske för sig. Ph. MELANCHTON har förbettrat honom. För öfrrigt, är thenna Psalm af thet werde, at man med honom GUDstiensten altid begynna skulle, hwilket och i monga Tyska Församlingar är brukeligit."
Psalmen sjungs till en koralmelodi av Paul Schalreuter.
|  |
|  |

## Publicerad i
- Göteborgspsalmboken 1650 under rubriken "Om Döden och Domen".[3]
- 1695 års psalmbok som nr 308 under rubriken "Uthi stora Landzplågor".
- 1819 års psalmbok som nr 387 under rubriken "Med avseende på särskilda personer, tider och omständigheter: Allmänna bön- och klagodagar".
- Sionstoner 1889 som nr 531 med verserna 6—8.
- Sionstoner 1935 som nr 17 under rubriken "Inledning och bön".
- 1937 års psalmbok som nr 154 under rubriken "Botdagen".
- Psalmer för bruk vid krigsmakten 1961 som nr 154 verserna v 1, 3, 5, 6, 8.
- Den svenska psalmboken 1986 som nr 539 under rubriken "Bättring - omvändelse".